# NGC 1646/1
NGC 1646/1 је елиптична галаксија у сазвежђу Еридан која се налази на NGC листи објеката дубоког неба.
Деклинација објекта је - 8° 31' 53" а ректасцензија 4h 44m 23,5s. Привидна величина (магнитуда) објекта NGC 1646 износи 13,0 а фотографска магнитуда 14,0. NGC 16461 је још познат и под ознакама MCG -1-13-3, 2ZW 22, near 56 Eri, PGC 15914.